# Jeans On
Jeans On ist ein Lied des britischen Musikers David Dundas aus dem Jahr 1976.

## Entstehung
Das Lied Jeans On wurde von David Dundas und Roger Greenaway geschrieben. Für die Produktion war Greenaway verantwortlich.
Ursprünglich wurde das Lied für einen Werbespot der Marke Brutus Jeans komponiert. Anstatt „I pull my blue jeans on“ lautete der Text „I pull my Brutus jeans on“. Nachdem der Jingle großen Erfolg verzeichnete, fügte Dundas dem Lied weitere Zeilen hinzu und veröffentlichte es im Jahr 1976 als Single.

## Inhalt
| „When I wake up in the morning light I pull on my jeans and I feel all right I pull my blue jeans on I pull my old blue jeans on (cha-cha) I pull my blue jeans on I pull my old blue jeans on (cha-cha)“ – Strophe und Hook, Originalauszug | Aufgebaut ist das Lied aus vier Strophen, einer Hook und einem Refrain, welcher jeweils durch den Prechorus eingeleitet wird. Das Lied beginnt zunächst mit der ersten Strophe, an die sich die Hook mit den Worten „I pull my blue jeans on“ anschließt. Daran schließt sich die zweite Strophe an. Auf diese folgt der Prechorus gefolgt von dem Refrain. Nach dem gleichen Schema schließt sich auch die dritte Strophe einschließlich Prechorus und Refrain an. Das Lied wird durch die Wiederholung der ersten Strophe abgeschlossen, wobei sich die zweifach-wiederholende Hook anschließt. Inhaltlich thematisiert das Lied das Gefühl, eine blaue Jeans zu tragen und das Wochenende mit seiner Liebsten zu verbringen. Dabei referenziert die Textzeile des Refrains „Got a tiger in my tank“ auf den Esso-Tiger, die damalige Werbefigur des Mineralölunternehmens Esso, dessen Werbeslogan „Put a Tiger in Your Tank“ (deutsch: Pack den Tiger in den Tank!) war. |

## Kommerzieller Erfolg

### Chartplatzierungen
Jeans On stieg am 6. Dezember 1976 auf der Spitzenposition in die deutschen Charts ein. Das Lied blieb für 28 Wochen in den Charts. In der Schweiz und in Österreich erreichte das Lied mit Platz drei seine Höchstplatzierung.
| ChartsChartplatzierungen       | Höchstplatzierung | Wochen |
| ------------------------------ | ----------------- | ------ |
| Deutschland (GfK)              | 1 (28 Wo.)        | 28     |
| Österreich (Ö3)                | 3 (24 Wo.)        | 24     |
| Schweiz (IFPI)                 | 3 (16 Wo.)        | 16     |
| Vereinigtes Königreich (OCC)   | 3 (9 Wo.)         | 9      |
| Vereinigte Staaten (Billboard) | 17 (21 Wo.)       | 21     |

## Coverversionen
Folgende Künstler schufen ihre eigene Interpretation des Liedes:
- Keith Urban
- Shipra
- Berry Sarluis (Ich geh nur in Jeans los)
- 2Jam feat. MC Junior JC
- George Frank
- Fabrizio Faniello
- Howdy
- Sunlight Chocolate
- Orchester Tony Anderson
- Percy Side
- T.B.C.V.
- Roy Etzel
- Code 5
- Dick Lund
- Gottfried Böttger